# Lista procesorów AMD Ryzen
Niniejszy artykuł to lista procesorów AMD Ryzen. Ma on charakter zbiorczy.

## Ryzen 1000

### CPU
| Model | Branding           | Rdzenie (wątki) | Taktowanie (GHz) | Taktowanie (GHz) | Taktowanie (GHz) | Pamięć podręczna      | Pamięć podręczna   | Pamięć podręczna | TDP   | Kontroler pamięci RAM  | Linie PCIe   | Mikroarchitektura | Gniazdo    |
| Model | Branding           | Rdzenie (wątki) | Bazowe           | Precision Boost  | Precision Boost  | Pamięć podręczna      | Pamięć podręczna   | Pamięć podręczna | TDP   | Kontroler pamięci RAM  | Linie PCIe   | Mikroarchitektura | Gniazdo    |
| Model | Branding           | Rdzenie (wątki) | Bazowe           | 1–2 rdzenie      | 3+ rdzeni        | L1                    | L2                 | L3               | TDP   | Kontroler pamięci RAM  | Linie PCIe   | Mikroarchitektura | Gniazdo    |
| ----- | ------------------ | --------------- | ---------------- | ---------------- | ---------------- | --------------------- | ------------------ | ---------------- | ----- | ---------------------- | ------------ | ----------------- | ---------- |
| 1200  | Ryzen 3            | 4 (4)           | 3,1              | 3,4              | 3,1              | 384 KB (4 × 96 KB)    | 2 MB (4 × 512 KB)  | 8 MB (2 × 4 MB)  | 65 W  | DDR4-2666 dual channel | PCIe 3.0 ×24 | Zen               | Socket AM4 |
| 1300X | Ryzen 3            | 4 (4)           | 3,5              | 3,7              | 3,5              | 384 KB (4 × 96 KB)    | 2 MB (4 × 512 KB)  | 8 MB (2 × 4 MB)  | 65 W  | DDR4-2666 dual channel | PCIe 3.0 ×24 | Zen               | Socket AM4 |
| 1400  | Ryzen 5            | 4 (8)           | 3,2              | 3,4              | 3,4              | 384 KB (4 × 96 KB)    | 2 MB (4 × 512 KB)  | 8 MB (2 × 4 MB)  | 65 W  | DDR4-2666 dual channel | PCIe 3.0 ×24 | Zen               | Socket AM4 |
| 1500X | Ryzen 5            | 4 (8)           | 3,5              | 3,7              | 3,6              | 384 KB (4 × 96 KB)    | 2 MB (4 × 512 KB)  | 16 MB (2 × 8 MB) | 65 W  | DDR4-2666 dual channel | PCIe 3.0 ×24 | Zen               | Socket AM4 |
| 1600  | Ryzen 5            | 6 (12)          | 3,2              | 3,6              | 3,4              | 576 KB (6 × 96 KB)    | 3 MB (6 × 512 KB)  | 16 MB (2 × 8 MB) | 65 W  | DDR4-2666 dual channel | PCIe 3.0 ×24 | Zen               | Socket AM4 |
| 1600X | Ryzen 5            | 6 (12)          | 3,6              | 4,0              | 3,7              | 576 KB (6 × 96 KB)    | 3 MB (6 × 512 KB)  | 16 MB (2 × 8 MB) | 95 W  | DDR4-2666 dual channel | PCIe 3.0 ×24 | Zen               | Socket AM4 |
| 1700  | Ryzen 7            | 8 (16)          | 3,0              | 3,7              | 3,2              | 768 KB (8 × 96 KB)    | 4 MB (8 × 512 KB)  | 16 MB (2 × 8 MB) | 65 W  | DDR4-2666 dual channel | PCIe 3.0 ×24 | Zen               | Socket AM4 |
| 1700X | Ryzen 7            | 8 (16)          | 3,4              | 3,8              | 3,5              | 768 KB (8 × 96 KB)    | 4 MB (8 × 512 KB)  | 16 MB (2 × 8 MB) | 95 W  | DDR4-2666 dual channel | PCIe 3.0 ×24 | Zen               | Socket AM4 |
| 1800X | Ryzen 7            | 8 (16)          | 3,6              | 4,0              | 3,7              | 768 KB (8 × 96 KB)    | 4 MB (8 × 512 KB)  | 16 MB (2 × 8 MB) | 95 W  | DDR4-2666 dual channel | PCIe 3.0 ×24 | Zen               | Socket AM4 |
| 1900X | Ryzen Threadripper | 8 (16)          | 3,8              | 4,0              | 3,9              | 768 KB (8 × 96 KB)    | 4 MB (8 × 512 KB)  | 16 MB (2 × 8 MB) | 180 W | DDR4-2666 quad channel | PCIe 3.0 ×64 | Zen               | Socket TR4 |
| 1920X | Ryzen Threadripper | 12 (24)         | 3,5              | 4,0              | 3,7              | 1,125 MB (12 × 96 KB) | 6 MB (12 × 512 KB) | 32 MB (4 × 8 MB) | 180 W | DDR4-2666 quad channel | PCIe 3.0 ×64 | Zen               | Socket TR4 |
| 1950X | Ryzen Threadripper | 16 (32)         | 3,4              | 4,0              | 3,7              | 1,5 MB (16 × 96 KB)   | 8 MB (16 × 512 KB) | 32 MB (4 × 8 MB) | 180 W | DDR4-2666 quad channel | PCIe 3.0 ×64 | Zen               | Socket TR4 |

## Ryzen 2000

### CPU
| Model  | Branding           | Rdzenie (wątki) | Taktowanie (GHz) | Taktowanie (GHz)  | Pamięć podręczna      | Pamięć podręczna    | Pamięć podręczna | TDP   | Kontroler pamięci RAM  | Linie PCIe   | Mikroarchitektura | Gniazdo    |
| Model  | Branding           | Rdzenie (wątki) | Bazowe           | Precision Boost 2 | L1                    | L2                  | L3               | TDP   | Kontroler pamięci RAM  | Linie PCIe   | Mikroarchitektura | Gniazdo    |
| ------ | ------------------ | --------------- | ---------------- | ----------------- | --------------------- | ------------------- | ---------------- | ----- | ---------------------- | ------------ | ----------------- | ---------- |
| 2300X  | Ryzen 3            | 4 (4)           | 3,5              | 4,0               | 384 KB (4 × 96 KB)    | 2 MB (4 × 512 KB)   | 8 MB (1 × 8 MB)  | 65 W  | DDR4-2933 dual channel | PCIe 3.0 ×24 | Zen+              | Socket AM4 |
| 2500X  | Ryzen 5            | 4 (8)           | 3,6              | 4,0               | 384 KB (4 × 96 KB)    | 2 MB (4 × 512 KB)   | 8 MB (1 × 8 MB)  | 65 W  | DDR4-2933 dual channel | PCIe 3.0 ×24 | Zen+              | Socket AM4 |
| 2600E  | Ryzen 5            | 6 (12)          | 3,1              | 4,0               | 576 KB (6 × 96 KB)    | 3 MB (6 × 512 KB)   | 16 MB (2 × 8 MB) | 45 W  | DDR4-2666 dual channel | PCIe 3.0 ×24 | Zen+              | Socket AM4 |
| 2600   | Ryzen 5            | 6 (12)          | 3,4              | 3,9               | 576 KB (6 × 96 KB)    | 3 MB (6 × 512 KB)   | 16 MB (2 × 8 MB) | 65 W  | DDR4-2933 dual channel | PCIe 3.0 ×24 | Zen+              | Socket AM4 |
| 2600X  | Ryzen 5            | 6 (12)          | 3,6              | 4,2               | 576 KB (6 × 96 KB)    | 3 MB (6 × 512 KB)   | 16 MB (2 × 8 MB) | 95 W  | DDR4-2933 dual channel | PCIe 3.0 ×24 | Zen+              | Socket AM4 |
| 2700E  | Ryzen 7            | 8 (16)          | 2,8              | 4,0               | 768 KB (8 × 96 KB)    | 4 MB (8 × 512 KB)   | 16 MB (2 × 8 MB) | 45 W  | DDR4-2666 dual channel | PCIe 3.0 ×24 | Zen+              | Socket AM4 |
| 2700   | Ryzen 7            | 8 (16)          | 3,2              | 4,1               | 768 KB (8 × 96 KB)    | 4 MB (8 × 512 KB)   | 16 MB (2 × 8 MB) | 65 W  | DDR4-2933 dual channel | PCIe 3.0 ×24 | Zen+              | Socket AM4 |
| 2700X  | Ryzen 7            | 8 (16)          | 3,7              | 4,3               | 768 KB (8 × 96 KB)    | 4 MB (8 × 512 KB)   | 16 MB (2 × 8 MB) | 105 W | DDR4-2933 dual channel | PCIe 3.0 ×24 | Zen+              | Socket AM4 |
| 2920X  | Ryzen Threadripper | 12 (24)         | 3,5              | 4,3               | 1,125 MB (12 × 96 KB) | 6 MB (12 × 512 KB)  | 32 MB (4 × 8 MB) | 180 W | DDR4-2933 quad channel | PCIe 3.0 ×64 | Zen+              | Socket TR4 |
| 2950X  | Ryzen Threadripper | 16 (32)         | 3,5              | 4,4               | 1,5 MB (16 × 96 KB)   | 8 MB (16 × 512 KB)  | 32 MB (4 × 8 MB) | 180 W | DDR4-2933 quad channel | PCIe 3.0 ×64 | Zen+              | Socket TR4 |
| 2970WX | Ryzen Threadripper | 24 (48)         | 3,0              | 4,2               | 2,25 MB (24 × 96 KB)  | 12 MB (24 × 512 KB) | 64 MB (8 × 8 MB) | 250 W | DDR4-2933 quad channel | PCIe 3.0 ×64 | Zen+              | Socket TR4 |
| 2990WX | Ryzen Threadripper | 32 (64)         | 3,0              | 4,2               | 3 MB (32 × 96 KB)     | 16 MB (32 × 512 KB) | 64 MB (8 × 8 MB) | 250 W | DDR4-2933 quad channel | PCIe 3.0 ×64 | Zen+              | Socket TR4 |

### APU
| Model  | Branding | Rdzenie (wątki) | Taktowanie (GHz) | Taktowanie (GHz)  | Pamięć podręczna   | Pamięć podręczna  | Pamięć podręczna | Zintegrowany procesor graficzny | Zintegrowany procesor graficzny | Zintegrowany procesor graficzny | TDP  | Kontroler pamięci RAM  | Linie PCIe   | Mikroarchitektura | Gniazdo    |
| Model  | Branding | Rdzenie (wątki) | Bazowe           | Precision Boost 2 | L1                 | L2                | L3               | Model                           | Konfiguracja                    | Taktowanie                      | TDP  | Kontroler pamięci RAM  | Linie PCIe   | Mikroarchitektura | Gniazdo    |
| ------ | -------- | --------------- | ---------------- | ----------------- | ------------------ | ----------------- | ---------------- | ------------------------------- | ------------------------------- | ------------------------------- | ---- | ---------------------- | ------------ | ----------------- | ---------- |
| 2200GE | Ryzen 3  | 4 (4)           | 3,2              | 3,6               | 384 KB (4 × 96 KB) | 2 MB (4 × 512 KB) | 4 MB (1 × 4 MB)  | Radeon Vega 8                   | 512:32:16 (8 CU)                | 1100 MHz                        | 35 W | DDR4-2933 dual channel | PCIe 3.0 ×16 | Zen               | Socket AM4 |
| 2200G  | Ryzen 3  | 4 (4)           | 3,5              | 3,7               | 384 KB (4 × 96 KB) | 2 MB (4 × 512 KB) | 4 MB (1 × 4 MB)  | Radeon Vega 8                   | 512:32:16 (8 CU)                | 1100 MHz                        | 65 W | DDR4-2933 dual channel | PCIe 3.0 ×16 | Zen               | Socket AM4 |
| 2400GE | Ryzen 5  | 4 (8)           | 3,2              | 3,8               | 384 KB (4 × 96 KB) | 2 MB (4 × 512 KB) | 4 MB (1 × 4 MB)  | Radeon RX Vega 11               | 704:44:16 (11 CU)               | 1250 MHz                        | 35 W | DDR4-2933 dual channel | PCIe 3.0 ×16 | Zen               | Socket AM4 |
| 2400G  | Ryzen 5  | 4 (8)           | 3,6              | 3,9               | 384 KB (4 × 96 KB) | 2 MB (4 × 512 KB) | 4 MB (1 × 4 MB)  | Radeon RX Vega 11               | 704:44:16 (11 CU)               | 1250 MHz                        | 65 W | DDR4-2933 dual channel | PCIe 3.0 ×16 | Zen               | Socket AM4 |

## Ryzen 3000

### CPU
| Model  | Branding           | Rdzenie (wątki) | Taktowanie (GHz) | Taktowanie (GHz)  | Pamięć podręczna    | Pamięć podręczna    | Pamięć podręczna    | TDP   | Kontroler pamięci RAM  | Linie PCIe   | Mikroarchitektura | Gniazdo    |
| Model  | Branding           | Rdzenie (wątki) | Bazowe           | Precision Boost 2 | L1                  | L2                  | L3                  | TDP   | Kontroler pamięci RAM  | Linie PCIe   | Mikroarchitektura | Gniazdo    |
| ------ | ------------------ | --------------- | ---------------- | ----------------- | ------------------- | ------------------- | ------------------- | ----- | ---------------------- | ------------ | ----------------- | ---------- |
| 3100   | Ryzen 3            | 4 (8)           | 3,6              | 3,9               | 256 KB (4 × 64 KB)  | 2 MB (4 × 512 KB)   | 16 MB (2 × 8 MB)    | 65 W  | DDR4-3200 dual channel | PCIe 4.0 ×24 | Zen 2             | Socket AM4 |
| 3300X  | Ryzen 3            | 4 (8)           | 3,8              | 4,3               | 256 KB (4 × 64 KB)  | 2 MB (4 × 512 KB)   | 16 MB (1 × 16 MB)   | 65 W  | DDR4-3200 dual channel | PCIe 4.0 ×24 | Zen 2             | Socket AM4 |
| 3500   | Ryzen 5            | 6 (6)           | 3,6              | 4,1               | 384 KB (6 × 64 KB)  | 3 MB (6 × 512 KB)   | 16 MB (2 × 8 MB)    | 65 W  | DDR4-3200 dual channel | PCIe 4.0 ×24 | Zen 2             | Socket AM4 |
| 3500X  | Ryzen 5            | 6 (6)           | 3,6              | 4,1               | 384 KB (6 × 64 KB)  | 3 MB (6 × 512 KB)   | 32 MB (2 × 16 MB)   | 65 W  | DDR4-3200 dual channel | PCIe 4.0 ×24 | Zen 2             | Socket AM4 |
| 3600   | Ryzen 5            | 6 (12)          | 3,6              | 4,2               | 384 KB (6 × 64 KB)  | 3 MB (6 × 512 KB)   | 32 MB (2 × 16 MB)   | 65 W  | DDR4-3200 dual channel | PCIe 4.0 ×24 | Zen 2             | Socket AM4 |
| 3600X  | Ryzen 5            | 6 (12)          | 3,8              | 4,4               | 384 KB (6 × 64 KB)  | 3 MB (6 × 512 KB)   | 32 MB (2 × 16 MB)   | 95 W  | DDR4-3200 dual channel | PCIe 4.0 ×24 | Zen 2             | Socket AM4 |
| 3600XT | Ryzen 5            | 6 (12)          | 3,8              | 4,5               | 384 KB (6 × 64 KB)  | 3 MB (6 × 512 KB)   | 32 MB (2 × 16 MB)   | 95 W  | DDR4-3200 dual channel | PCIe 4.0 ×24 | Zen 2             | Socket AM4 |
| 3700X  | Ryzen 7            | 8 (16)          | 3,6              | 4,4               | 512 KB (8 × 64 KB)  | 4 MB (8 × 512 KB)   | 32 MB (2 × 16 MB)   | 65 W  | DDR4-3200 dual channel | PCIe 4.0 ×24 | Zen 2             | Socket AM4 |
| 3800X  | Ryzen 7            | 8 (16)          | 3,9              | 4,5               | 512 KB (8 × 64 KB)  | 4 MB (8 × 512 KB)   | 32 MB (2 × 16 MB)   | 105 W | DDR4-3200 dual channel | PCIe 4.0 ×24 | Zen 2             | Socket AM4 |
| 3800XT | Ryzen 7            | 8 (16)          | 3,9              | 4,7               | 512 KB (8 × 64 KB)  | 4 MB (8 × 512 KB)   | 32 MB (2 × 16 MB)   | 105 W | DDR4-3200 dual channel | PCIe 4.0 ×24 | Zen 2             | Socket AM4 |
| 3900   | Ryzen 9            | 12 (24)         | 3,1              | 4,3               | 768 KB (12 × 64 KB) | 6 MB (12 × 512 KB)  | 64 MB (4 × 16 MB)   | 65 W  | DDR4-3200 dual channel | PCIe 4.0 ×24 | Zen 2             | Socket AM4 |
| 3900X  | Ryzen 9            | 12 (24)         | 3,8              | 4,6               | 768 KB (12 × 64 KB) | 6 MB (12 × 512 KB)  | 64 MB (4 × 16 MB)   | 105 W | DDR4-3200 dual channel | PCIe 4.0 ×24 | Zen 2             | Socket AM4 |
| 3900XT | Ryzen 9            | 12 (24)         | 3,8              | 4,7               | 768 KB (12 × 64 KB) | 6 MB (12 × 512 KB)  | 64 MB (4 × 16 MB)   | 105 W | DDR4-3200 dual channel | PCIe 4.0 ×24 | Zen 2             | Socket AM4 |
| 3950X  | Ryzen 9            | 16 (32)         | 3,5              | 4,7               | 1 MB (16 × 64 KB)   | 8 MB (16 × 512 KB)  | 64 MB (4 × 16 MB)   | 105 W | DDR4-3200 dual channel | PCIe 4.0 ×24 | Zen 2             | Socket AM4 |
| 3960X  | Ryzen Threadripper | 24 (48)         | 3,8              | 4,5               | 1,5 MB (24 × 64 KB) | 12 MB (24 × 512 KB) | 128 MB (8 × 16 MB)  | 280 W | DDR4-3200 quad channel | PCIe 4.0 ×64 | Zen 2             | Socket TR4 |
| 3970X  | Ryzen Threadripper | 32 (64)         | 3,7              | 4,5               | 2 MB (32 × 64 KB)   | 16 MB (32 × 512 KB) | 128 MB (8 × 16 MB)  | 280 W | DDR4-3200 quad channel | PCIe 4.0 ×64 | Zen 2             | Socket TR4 |
| 3990X  | Ryzen Threadripper | 64 (128)        | 2,9              | 4,3               | 4 MB (64 × 64 KB)   | 32 MB (64 × 512 KB) | 256 MB (16 × 16 MB) | 280 W | DDR4-3200 quad channel | PCIe 4.0 ×64 | Zen 2             | Socket TR4 |

### APU
| Model  | Branding | Rdzenie (wątki) | Taktowanie (GHz) | Taktowanie (GHz)  | Pamięć podręczna   | Pamięć podręczna  | Pamięć podręczna | Zintegrowany procesor graficzny | Zintegrowany procesor graficzny | Zintegrowany procesor graficzny | TDP  | Kontroler pamięci RAM  | Linie PCIe   | Mikroarchitektura | Gniazdo    |
| Model  | Branding | Rdzenie (wątki) | Bazowe           | Precision Boost 2 | L1                 | L2                | L3               | Model                           | Konfiguracja                    | Taktowanie                      | TDP  | Kontroler pamięci RAM  | Linie PCIe   | Mikroarchitektura | Gniazdo    |
| ------ | -------- | --------------- | ---------------- | ----------------- | ------------------ | ----------------- | ---------------- | ------------------------------- | ------------------------------- | ------------------------------- | ---- | ---------------------- | ------------ | ----------------- | ---------- |
| 3200GE | Ryzen 3  | 4 (4)           | 3,3              | 3,8               | 384 KB (4 × 96 KB) | 2 MB (4 × 512 KB) | 4 MB (1 × 4 MB)  | Radeon Vega 8                   | 512:32:16 (8 CU)                | 1200 MHz                        | 35 W | DDR4-2933 dual channel | PCIe 3.0 ×16 | Zen+              | Socket AM4 |
| 3200G  | Ryzen 3  | 4 (4)           | 3,6              | 4,0               | 384 KB (4 × 96 KB) | 2 MB (4 × 512 KB) | 4 MB (1 × 4 MB)  | Radeon Vega 8                   | 512:32:16 (8 CU)                | 1250 MHz                        | 65 W | DDR4-2933 dual channel | PCIe 3.0 ×16 | Zen+              | Socket AM4 |
| 3400GE | Ryzen 5  | 4 (8)           | 3,3              | 4,0               | 384 KB (4 × 96 KB) | 2 MB (4 × 512 KB) | 4 MB (1 × 4 MB)  | Radeon RX Vega 11               | 704:44:16 (11 CU)               | 1300 MHz                        | 35 W | DDR4-2933 dual channel | PCIe 3.0 ×16 | Zen+              | Socket AM4 |
| 3400G  | Ryzen 5  | 4 (8)           | 3,7              | 4,2               | 384 KB (4 × 96 KB) | 2 MB (4 × 512 KB) | 4 MB (1 × 4 MB)  | Radeon RX Vega 11               | 704:44:16 (11 CU)               | 1400 MHz                        | 65 W | DDR4-2933 dual channel | PCIe 3.0 ×16 | Zen+              | Socket AM4 |

## Ryzen 4000

### APU
| Model  | Branding | Rdzenie (wątki) | Taktowanie (GHz) | Taktowanie (GHz)  | Pamięć podręczna   | Pamięć podręczna  | Pamięć podręczna | Zintegrowany procesor graficzny | Zintegrowany procesor graficzny | Zintegrowany procesor graficzny | TDP  | Kontroler pamięci RAM  | Linie PCIe | Mikroarchitektura | Gniazdo    |
| Model  | Branding | Rdzenie (wątki) | Bazowe           | Precision Boost 2 | L1                 | L2                | L3               | Model                           | Konfiguracja                    | Taktowanie                      | TDP  | Kontroler pamięci RAM  | Linie PCIe | Mikroarchitektura | Gniazdo    |
| ------ | -------- | --------------- | ---------------- | ----------------- | ------------------ | ----------------- | ---------------- | ------------------------------- | ------------------------------- | ------------------------------- | ---- | ---------------------- | ---------- | ----------------- | ---------- |
| 4100   | Ryzen 3  | 4 (8)           | 3,8              | 4,0               | 256 KB (4 × 64 KB) | 2 MB (4 × 512 KB) | 4 MB (1 × 4 MB)  | —                               | —                               | —                               | 65 W | DDR4-3200 dual channel | PCIe 3.0   | Zen 2             | Socket AM4 |
| 4300GE | Ryzen 3  | 4 (8)           | 3,5              | 4,0               | 256 KB (4 × 64 KB) | 2 MB (4 × 512 KB) | 4 MB (1 × 4 MB)  | Radeon Vega 6                   | 384:24:8 (6 CU)                 | 1700 MHz                        | 35 W | DDR4-3200 dual channel | PCIe 3.0   | Zen 2             | Socket AM4 |
| 4300G  | Ryzen 3  | 4 (8)           | 3,8              | 4,0               | 256 KB (4 × 64 KB) | 2 MB (4 × 512 KB) | 4 MB (1 × 4 MB)  | Radeon Vega 6                   | 384:24:8 (6 CU)                 | 1700 MHz                        | 65 W | DDR4-3200 dual channel | PCIe 3.0   | Zen 2             | Socket AM4 |
| 4500   | Ryzen 5  | 6 (12)          | 3,6              | 4,1               | 384 KB (6 × 64 KB) | 3 MB (6 × 512 KB) | 8 MB (2 × 4 MB)  | —                               | —                               | —                               | 65 W | DDR4-3200 dual channel | PCIe 3.0   | Zen 2             | Socket AM4 |
| 4600GE | Ryzen 5  | 6 (12)          | 3,3              | 4,2               | 384 KB (6 × 64 KB) | 3 MB (6 × 512 KB) | 8 MB (2 × 4 MB)  | Radeon Vega 7                   | 448:28:8 (7 CU)                 | 1900 MHz                        | 35 W | DDR4-3200 dual channel | PCIe 3.0   | Zen 2             | Socket AM4 |
| 4600G  | Ryzen 5  | 6 (12)          | 3,7              | 4,2               | 384 KB (6 × 64 KB) | 3 MB (6 × 512 KB) | 8 MB (2 × 4 MB)  | Radeon Vega 7                   | 448:28:8 (7 CU)                 | 1900 MHz                        | 65 W | DDR4-3200 dual channel | PCIe 3.0   | Zen 2             | Socket AM4 |
| 4700GE | Ryzen 7  | 8 (16)          | 3,1              | 4,3               | 512 KB (8 × 64 KB) | 4 MB (8 × 512 KB) | 8 MB (2 × 4 MB)  | Radeon Vega 8                   | 512:32:8 (8 CU)                 | 2000 MHz                        | 35 W | DDR4-3200 dual channel | PCIe 3.0   | Zen 2             | Socket AM4 |
| 4700G  | Ryzen 7  | 8 (16)          | 3,6              | 4,4               | 512 KB (8 × 64 KB) | 4 MB (8 × 512 KB) | 8 MB (2 × 4 MB)  | Radeon Vega 8                   | 512:32:8 (8 CU)                 | 2100 MHz                        | 65 W | DDR4-3200 dual channel | PCIe 3.0   | Zen 2             | Socket AM4 |

## Ryzen 5000

### CPU
| Model   | Branding | Rdzenie (wątki) | Taktowanie (GHz) | Taktowanie (GHz)  | Pamięć podręczna    | Pamięć podręczna   | Pamięć podręczna          | TDP   | Kontroler pamięci RAM  | Linie PCIe   | Mikroarchitektura | Gniazdo    |
| Model   | Branding | Rdzenie (wątki) | Bazowe           | Precision Boost 2 | L1                  | L2                 | L3                        | TDP   | Kontroler pamięci RAM  | Linie PCIe   | Mikroarchitektura | Gniazdo    |
| ------- | -------- | --------------- | ---------------- | ----------------- | ------------------- | ------------------ | ------------------------- | ----- | ---------------------- | ------------ | ----------------- | ---------- |
| 5600    | Ryzen 5  | 6 (12)          | 3,5              | 4,4               | 384 KB (6 × 64 KB)  | 3 MB (6 × 512 KB)  | 32 MB (1 × 32 MB)         | 65 W  | DDR4-3200 dual channel | PCIe 4.0 ×24 | Zen 3             | Socket AM4 |
| 5600X   | Ryzen 5  | 6 (12)          | 3,7              | 4,6               | 384 KB (6 × 64 KB)  | 3 MB (6 × 512 KB)  | 32 MB (1 × 32 MB)         | 65 W  | DDR4-3200 dual channel | PCIe 4.0 ×24 | Zen 3             | Socket AM4 |
| 5700X   | Ryzen 7  | 8 (16)          | 3,4              | 4,6               | 512 KB (8 × 64 KB)  | 4 MB (8 × 512 KB)  | 32 MB (1 × 32 MB)         | 65 W  | DDR4-3200 dual channel | PCIe 4.0 ×24 | Zen 3             | Socket AM4 |
| 5800    | Ryzen 7  | 8 (16)          | 3,4              | 4,6               | 512 KB (8 × 64 KB)  | 4 MB (8 × 512 KB)  | 32 MB (1 × 32 MB)         | 65 W  | DDR4-3200 dual channel | PCIe 4.0 ×24 | Zen 3             | Socket AM4 |
| 5800X   | Ryzen 7  | 8 (16)          | 3,8              | 4,7               | 512 KB (8 × 64 KB)  | 4 MB (8 × 512 KB)  | 32 MB (1 × 32 MB)         | 105 W | DDR4-3200 dual channel | PCIe 4.0 ×24 | Zen 3             | Socket AM4 |
| 5800X3D | Ryzen 7  | 8 (16)          | 3,4              | 4,5               | 512 KB (8 × 64 KB)  | 4 MB (8 × 512 KB)  | 96 MB (1 × 32 MB + 64 MB) | 105 W | DDR4-3200 dual channel | PCIe 4.0 ×24 | Zen 3             | Socket AM4 |
| 5900    | Ryzen 9  | 12 (24)         | 3,0              | 4,7               | 768 KB (12 × 64 KB) | 6 MB (12 × 512 KB) | 64 MB (2 × 32 MB)         | 65 W  | DDR4-3200 dual channel | PCIe 4.0 ×24 | Zen 3             | Socket AM4 |
| 5900X   | Ryzen 9  | 12 (24)         | 3,7              | 4,8               | 768 KB (12 × 64 KB) | 6 MB (12 × 512 KB) | 64 MB (2 × 32 MB)         | 105 W | DDR4-3200 dual channel | PCIe 4.0 ×24 | Zen 3             | Socket AM4 |
| 5950X   | Ryzen 9  | 16 (32)         | 3,4              | 4,9               | 1 MB (16 × 64 KB)   | 8 MB (16 × 512 KB) | 64 MB (2 × 32 MB)         | 105 W | DDR4-3200 dual channel | PCIe 4.0 ×24 | Zen 3             | Socket AM4 |

### APU
| Model  | Branding | Rdzenie (wątki) | Taktowanie (GHz) | Taktowanie (GHz)  | Pamięć podręczna   | Pamięć podręczna  | Pamięć podręczna  | Zintegrowany procesor graficzny | Zintegrowany procesor graficzny | Zintegrowany procesor graficzny | TDP  | Kontroler pamięci RAM  | Linie PCIe | Mikroarchitektura | Gniazdo    |
| Model  | Branding | Rdzenie (wątki) | Bazowe           | Precision Boost 2 | L1                 | L2                | L3                | Model                           | Konfiguracja                    | Taktowanie                      | TDP  | Kontroler pamięci RAM  | Linie PCIe | Mikroarchitektura | Gniazdo    |
| ------ | -------- | --------------- | ---------------- | ----------------- | ------------------ | ----------------- | ----------------- | ------------------------------- | ------------------------------- | ------------------------------- | ---- | ---------------------- | ---------- | ----------------- | ---------- |
| 5300GE | Ryzen 3  | 4 (8)           | 3,6              | 4,2               | 256 KB (4 × 64 KB) | 2 MB (4 × 512 KB) | 8 MB (1 × 8 MB)   | Radeon Vega 6                   | 384:24:8 (6 CU)                 | 1700 MHz                        | 35 W | DDR4-3200 dual channel | PCIe 3.0   | Zen 3             | Socket AM4 |
| 5300G  | Ryzen 3  | 4 (8)           | 4,0              | 4,2               | 256 KB (4 × 64 KB) | 2 MB (4 × 512 KB) | 8 MB (1 × 8 MB)   | Radeon Vega 6                   | 384:24:8 (6 CU)                 | 1700 MHz                        | 65 W | DDR4-3200 dual channel | PCIe 3.0   | Zen 3             | Socket AM4 |
| 5500   | Ryzen 5  | 6 (12)          | 3,6              | 4,2               | 384 KB (6 × 64 KB) | 3 MB (6 × 512 KB) | 16 MB (1 × 16 MB) | —                               | —                               | —                               | 65 W | DDR4-3200 dual channel | PCIe 3.0   | Zen 3             | Socket AM4 |
| 5600GE | Ryzen 5  | 6 (12)          | 3,4              | 4,4               | 384 KB (6 × 64 KB) | 3 MB (6 × 512 KB) | 16 MB (1 × 16 MB) | Radeon Vega 7                   | 448:28:8 (7 CU)                 | 1900 MHz                        | 35 W | DDR4-3200 dual channel | PCIe 3.0   | Zen 3             | Socket AM4 |
| 5600G  | Ryzen 5  | 6 (12)          | 3,9              | 4,4               | 384 KB (6 × 64 KB) | 3 MB (6 × 512 KB) | 16 MB (1 × 16 MB) | Radeon Vega 7                   | 448:28:8 (7 CU)                 | 1900 MHz                        | 65 W | DDR4-3200 dual channel | PCIe 3.0   | Zen 3             | Socket AM4 |
| 5700GE | Ryzen 7  | 8 (16)          | 3,2              | 4,6               | 512 KB (8 × 64 KB) | 4 MB (8 × 512 KB) | 16 MB (1 × 16 MB) | Radeon Vega 8                   | 512:32:8 (8 CU)                 | 2000 MHz                        | 35 W | DDR4-3200 dual channel | PCIe 3.0   | Zen 3             | Socket AM4 |
| 5700G  | Ryzen 7  | 8 (16)          | 3,8              | 4,6               | 512 KB (8 × 64 KB) | 4 MB (8 × 512 KB) | 16 MB (1 × 16 MB) | Radeon Vega 8                   | 512:32:8 (8 CU)                 | 2000 MHz                        | 65 W | DDR4-3200 dual channel | PCIe 3.0   | Zen 3             | Socket AM4 |

## Ryzen 7000

### APU
| Model | Branding | Rdzenie (wątki) | Taktowanie (GHz) | Taktowanie (GHz)  | Pamięć podręczna    | Pamięć podręczna  | Pamięć podręczna  | Zintegrowany procesor graficzny | Zintegrowany procesor graficzny | Zintegrowany procesor graficzny | TDP   | Kontroler pamięci RAM  | Linie PCIe   | Mikroarchitektura | Gniazdo    |
| Model | Branding | Rdzenie (wątki) | Bazowe           | Precision Boost 2 | L1                  | L2                | L3                | Model                           | Konfiguracja                    | Taktowanie                      | TDP   | Kontroler pamięci RAM  | Linie PCIe   | Mikroarchitektura | Gniazdo    |
| ----- | -------- | --------------- | ---------------- | ----------------- | ------------------- | ----------------- | ----------------- | ------------------------------- | ------------------------------- | ------------------------------- | ----- | ---------------------- | ------------ | ----------------- | ---------- |
| 7600X | Ryzen 5  | 6 (12)          | 4,7              | 5,3               | 384 KB (6 × 64 KB)  | 6 MB (6 × 1 MB)   | 32 MB (1 × 32 MB) | Radeon Graphics                 | 128:8:4:1 (1 WGP / 2 CU)        | 2200 MHz                        | 105 W | DDR5-5200 dual channel | PCIe 5.0 ×28 | Zen 4             | Socket AM5 |
| 7700X | Ryzen 7  | 8 (16)          | 4,5              | 5,4               | 512 KB (8 × 64 KB)  | 8 MB (8 × 1 MB)   | 32 MB (1 × 32 MB) | Radeon Graphics                 | 128:8:4:1 (1 WGP / 2 CU)        | 2200 MHz                        | 105 W | DDR5-5200 dual channel | PCIe 5.0 ×28 | Zen 4             | Socket AM5 |
| 7900X | Ryzen 9  | 12 (24)         | 4,7              | 5,6               | 768 KB (12 × 64 KB) | 12 MB (12 × 1 MB) | 64 MB (2 × 32 MB) | Radeon Graphics                 | 128:8:4:1 (1 WGP / 2 CU)        | 2200 MHz                        | 170 W | DDR5-5200 dual channel | PCIe 5.0 ×28 | Zen 4             | Socket AM5 |
| 7950X | Ryzen 9  | 16 (32)         | 4,5              | 5,7               | 1 MB (16 × 64 KB)   | 16 MB (16 × 1 MB) | 64 MB (2 × 32 MB) | Radeon Graphics                 | 128:8:4:1 (1 WGP / 2 CU)        | 2200 MHz                        | 170 W | DDR5-5200 dual channel | PCIe 5.0 ×28 | Zen 4             | Socket AM5 |

## Ryzen 8000

### CPU
| Model | Branding | Rdzenie (wątki) | Taktowanie (GHz) | Taktowanie (GHz)  | Pamięć podręczna | Pamięć podręczna | Pamięć podręczna | TDP     | Kontroler pamięci RAM              | Linie PCIe   | Mikroarchitektura | Gniazdo    |
| Model | Branding | Rdzenie (wątki) | Bazowe           | Precision Boost 2 | L1               | L2               | L3               | TDP     | Kontroler pamięci RAM              | Linie PCIe   | Mikroarchitektura | Gniazdo    |
| ----- | -------- | --------------- | ---------------- | ----------------- | ---------------- | ---------------- | ---------------- | ------- | ---------------------------------- | ------------ | ----------------- | ---------- |
| 8400F | Ryzen 5  | 6 (12)          | 4.2              | 4.7               | n/d              | 6 MB             | 16 MB            | 45-65 W | DDR5-5200 dual channel Max. 256 GB | PCIe 4.0 x20 | Zen 4             | Socket AM5 |
| 8700F | Ryzen 7  | 8 (16)          | 4.1              | 5.0               | n/d              | 8 MB             | 16 MB            | 45-65 W | DDR5-5200 dual channel Max. 256 GB | PCIe 4.0 x20 | Zen 4             | Socket AM5 |

### APU
| Model | Branding | Rdzenie (wątki) | Taktowanie (GHz) | Taktowanie (GHz)  | Pamięć podręczna | Pamięć podręczna | Pamięć podręczna | Zintegrowany procesor graficzny | Zintegrowany procesor graficzny | Zintegrowany procesor graficzny | Wydajność AI | TDP     | Kontroler pamięci RAM              | Linie PCIe   | Mikroarchitektura | Gniazdo    |
| Model | Branding | Rdzenie (wątki) | Bazowe           | Precision Boost 2 | L1               | L2               | L3               | Model                           | Liczba rdzeni                   | Taktowanie                      | Wydajność AI | TDP     | Kontroler pamięci RAM              | Linie PCIe   | Mikroarchitektura | Gniazdo    |
| ----- | -------- | --------------- | ---------------- | ----------------- | ---------------- | ---------------- | ---------------- | ------------------------------- | ------------------------------- | ------------------------------- | ------------ | ------- | ---------------------------------- | ------------ | ----------------- | ---------- |
| 8300G | Ryzen 3  | 4 (8)           | 3.4              | 4.9               | n/d              | 4 MB             | 8 MB             | Radeon 740M                     | 4                               | 2600 MHz                        | n/d          | 45-65 W | DDR5-5200 dual channel Max. 256 GB | PCIe 4.0 x14 | Zen 4, Zen 4c     | Socket AM5 |
| 8500G | Ryzen 5  | 6 (12)          | 3.5              | 5.0               | n/d              | 6 MB             | 16 MB            | Radeon 740M                     | 4                               | 2800 MHz                        | n/d          | 45-65 W | DDR5-5200 dual channel Max. 256 GB | PCIe 4.0 x14 | Zen 4, Zen 4c     | Socket AM5 |
| 8600G | Ryzen 5  | 6 (12)          | 4.3              | 5.0               | n/d              | 6 MB             | 16 MB            | Radeon 760M                     | 8                               | 2800 MHz                        | 16 TOPS      | 45-65 W | DDR5-5200 dual channel Max. 256 GB | PCIe 4.0 x20 | Zen 4             | Socket AM5 |
| 8700G | Ryzen 7  | 8 (16)          | 4.2              | 5.1               | n/d              | 8 MB             | 16 MB            | Radeon 780M                     | 12                              | 2900 MHz                        | 16 TOPS      | 45-65 W | DDR5-5200 dual channel Max. 256 GB | PCIe 4.0 x20 | Zen 4             | Socket AM5 |

## Ryzen 9000

### APU
| Model   | Branding | Rdzenie (wątki) | Taktowanie (GHz) | Taktowanie (GHz)  | Pamięć podręczna | Pamięć podręczna | Pamięć podręczna | Zintegrowany procesor graficzny | Zintegrowany procesor graficzny | Zintegrowany procesor graficzny | Wydajność AI | TDP   | Kontroler pamięci RAM              | Linie PCIe   | Mikroarchitektura | Gniazdo    |
| Model   | Branding | Rdzenie (wątki) | Bazowe           | Precision Boost 2 | L1               | L2               | L3               | Model                           | Liczba rdzeni                   | Taktowanie                      | Wydajność AI | TDP   | Kontroler pamięci RAM              | Linie PCIe   | Mikroarchitektura | Gniazdo    |
| ------- | -------- | --------------- | ---------------- | ----------------- | ---------------- | ---------------- | ---------------- | ------------------------------- | ------------------------------- | ------------------------------- | ------------ | ----- | ---------------------------------- | ------------ | ----------------- | ---------- |
| 9600    | Ryzen 5  | 6 (12)          | 3.8              | 5.2               | 480 kB           | 6 MB             | 32 MB            | Radeon Graphix                  | 2                               | 2200 MHz                        | n/d          | 65 W  | DDR5-5600 dual channel Max. 192 GB | PCIe 5.0 x28 | Zen 5             | Socket AM5 |
| 9600X   | Ryzen 5  | 6 (12)          | 3.9              | 5.4               | 480 kB           | 6 MB             | 32 MB            | Radeon Graphix                  | 2                               | 2200 MHz                        | n/d          | 65 W  | DDR5-5600 dual channel Max. 192 GB | PCIe 5.0 x28 | Zen 5             | Socket AM5 |
| 9700X   | Ryzen 7  | 8 (16)          | 3.8              | 5.5               | 640 kB           | 8 MB             | 32 MB            | Radeon Graphix                  | 2                               | 2200 MHz                        | n/d          | 65 W  | DDR5-5600 dual channel Max. 192 GB | PCIe 5.0 x28 | Zen 5             | Socket AM5 |
| 9800X3D | Ryzen 7  | 8 (16)          | 4.7              | 5.2               | 640 kB           | 8 MB             | 96 MB            | Radeon Graphix                  | 2                               | 2200 MHz                        | n/d          | 120 W | DDR5-5600 dual channel Max. 192 GB | PCIe 5.0 x28 | Zen 5             | Socket AM5 |
| 9900X   | Ryzen 9  | 12 (24)         | 4.4              | 5.6               | 960 kB           | 12 MB            | 64 MB            | Radeon Graphix                  | 2                               | 2200 MHz                        | n/d          | 120 W | DDR5-5600 dual channel Max. 192 GB | PCIe 5.0 x28 | Zen 5             | Socket AM5 |
| 9900X3D | Ryzen 9  | 12 (24)         | 4.4              | 5.5               | 960 kB           | 12 MB            | 128 MB           | Radeon Graphix                  | 2                               | 2200 MHz                        | n/d          | 120 W | DDR5-5600 dual channel Max. 192 GB | PCIe 5.0 x28 | Zen 5             | Socket AM5 |
| 9950X   | Ryzen 9  | 16 (32)         | 4.3              | 5.7               | 1280 kB          | 16 MB            | 64 MB            | Radeon Graphix                  | 2                               | 2200 MHz                        | n/d          | 170 W | DDR5-5600 dual channel Max. 192 GB | PCIe 5.0 x28 | Zen 5             | Socket AM5 |
| 9950X3D | Ryzen 9  | 16 (32)         | 4.3              | 5.7               | 1280 kB          | 16 MB            | 128 MB           | Radeon Graphix                  | 2                               | 2200 MHz                        | n/d          | 170 W | DDR5-5600 dual channel Max. 192 GB | PCIe 5.0 x28 | Zen 5             | Socket AM5 |